# Канадско-португальские отношения
Канадско-португальские отношения — двусторонние дипломатические отношения между Канадой и Португалией. Обе страны являются членами НАТО и Организации экономического сотрудничества и развития.

## История

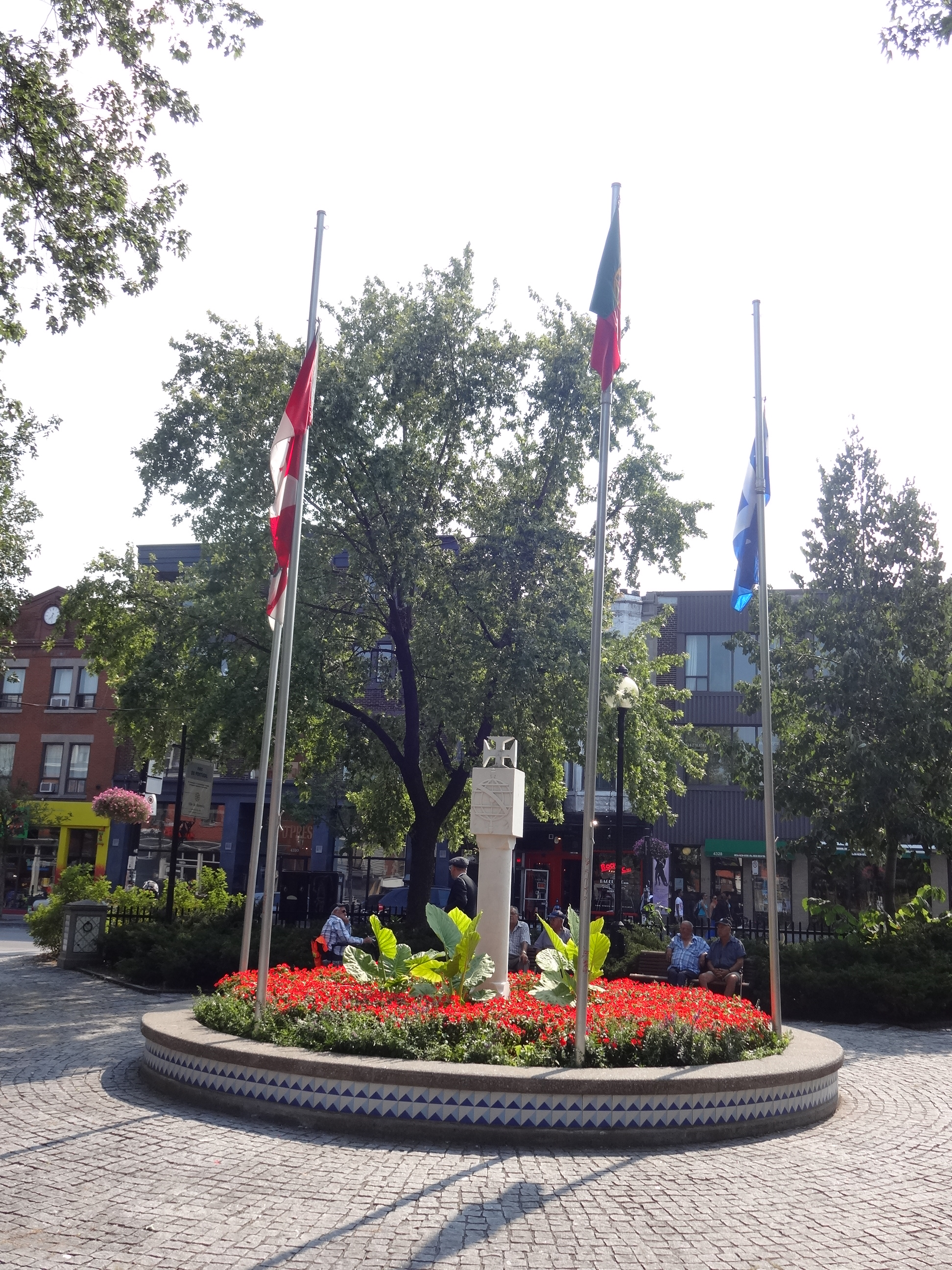
Монумент в «Парке Португалии» в Монреале, провинция Квебек.

Португалец Гашпар Корте Реал стал одним из первых европейских мореплавателей, посетивших атлантическую часть территории современной Канады с исследовательской целью. В 1946 году были установлены официальные дипломатические отношения между Канадой и Португалией. В ноябре 1972 года правительство Канады осудило колониальную войну Португалии в Анголе, Мозамбике и Португальской Гвинее. В ноябре 2010 года премьер-министр Канады Стивен Харпер посетил Португалию для принятия участия в саммите НАТО в Лиссабоне.

## Торговля
В 2013 году объём товарооборота между странами составил сумму 611,8 млн канадских долларов: из которых экспорт Канады в Португалию составил сумму 236,6 канадских долларов, а импорт Канады из Португалии был осуществлен на сумму 375,2 млн канадских долларов. Экспорт Канады в Португалию: аэрокосмическая продукция, крупы, машинное оборудование и запчасти, железо и сталь, овощи. Экспорт Португалии в Канаду: напитки (вино), минеральное топливо и масла, обувь, электрические устройства, оборудование и мебель.

## Португальская диаспора
В Канаде насчитывается около 400 000 человек португальского происхождения, как эмигрантов первого поколения, так и людей родившихся в Канаде и имеющих португальские корни. В 1953 году Канада упростила условия для эмиграции жителей Португалии, большинство португальских канадцев являются выходцами с Азорских островов. В городе Торонто есть район компактного проживания португальских канадцев, под названием Маленькая Португалия, а также подобный район есть и в городе Монреале. В Британской Колумбии проживает около 34 000 португальских канадцев, из них в Ванкувере 20 000 человек. Менее многочисленные португальские сообщества существуют в Калгари, Виннипеге и других городах. С XVI века португальские рыбаки проживают на Ньюфаундленде.

## Дипломатические представительства
- Канада имеет посольство в Лиссабоне[3].
- Португалия содержит посольство в Оттаве и генеральные консульства в Монреале, Торонто и Ванкувере[4].